# Masacre de Aiud

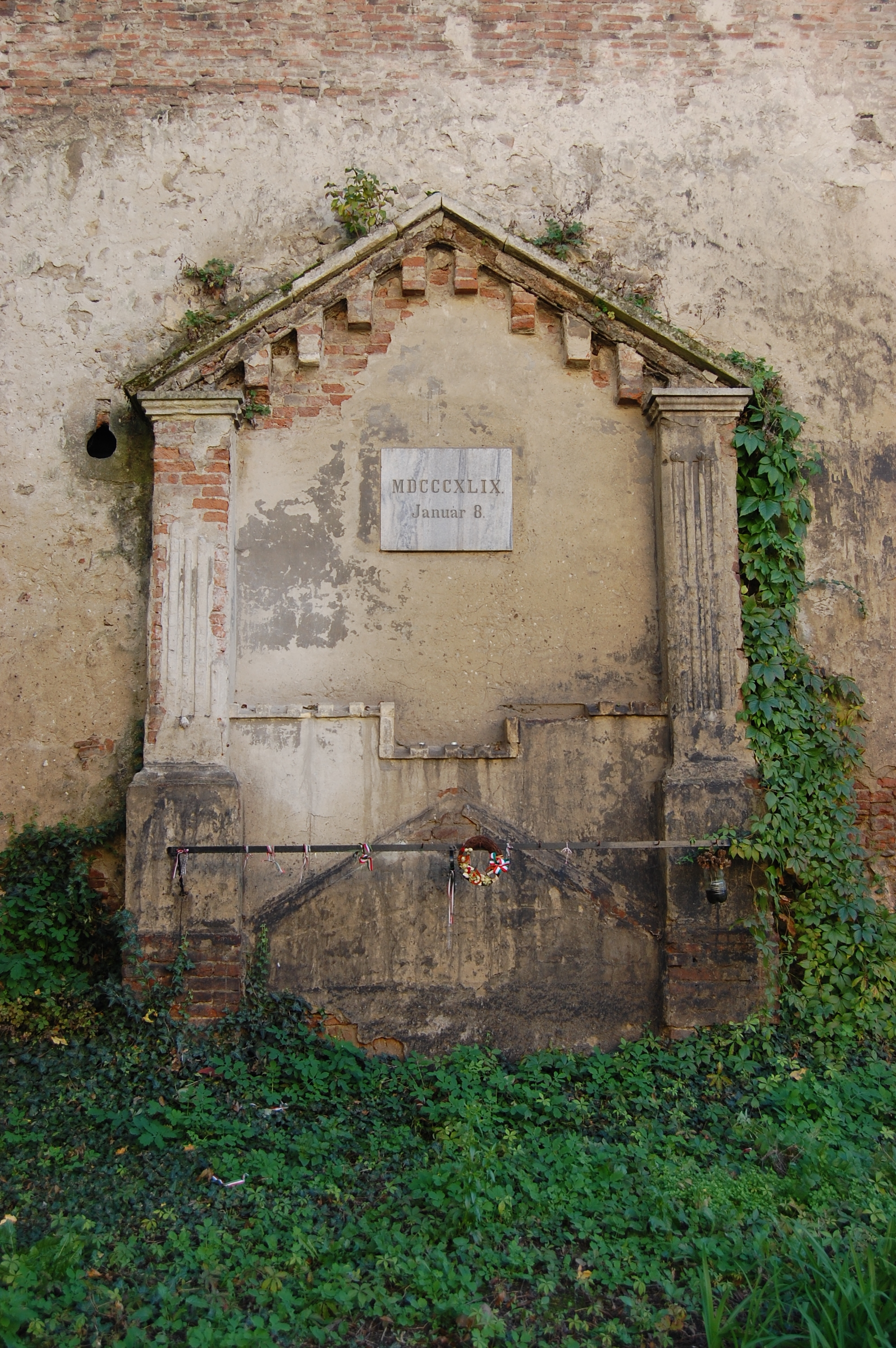
Memorial a las víctimas.

La masacre de Aiud (en rumano: Masacrul de la Aiud, en húngaro: Nagyenyedi vérengzés) tuvo lugar entre el 8 y el 11 de enero de 1849, cuando las tropas rumanas invadieron y saquearon la ciudad de Aiud (Nagyenyed). Entre 600 y 1000 civiles húngaros murieron y aproximadamente el mismo número murió congelado cuando intentaban huir de la ciudad. La mayor parte de la ciudad fue destruida, incluidos los edificios, la biblioteca y el equipo del Colegio Reformado.
En septiembre de 1848, los austriacos, que querían sofocar la revolución húngara, dieron permiso a los rumanos en Transilvania para armarse y, de ese modo, forzar a los húngaros a una guerra en varios frentes. Los insurgentes rumanos destruyeron varios asentamientos, pero Aiud estaba protegida por guarniciones lo que impidió su asalto y permitió que los terratenientes de las aldeas cercanas se refugiaran en la localidad. A principios de enero de 1849, Aiud se quedó sin protección militar, y según algunas fuentes Anton von Puchner ordenó la destrucción de la ciudad para evitar que el ejército húngaro la utilizara como base para el sitio de Alba Iulia, encargándole la ejecución de la orden del prefecto Ioan Axente Sever.
El 8 de enero, casi diez mil insurgentes rumanos del campo de Ioan Axente Sever invadieron la ciudad, dejando a su paso crímenes y destrucción. Más tarde se les unieron los campamentos de los prefectos Simion Prodan e Ioan Buteanu y saqueadores de los pueblos de los alrededores. Se estima que el número de insurgentes en la ciudad rondaba los 18-20.000. Cabe señalar, sin embargo, que Axente, Prodan y Buteanu no participaron en la masacre: además, Prodan se opuso categóricamente al ataque y trató de impedirlo (sus tropas estaban dirigidas por el sacerdote Bârlea).
Los habitantes húngaros fueron cruelmente asesinados, muchos después de horas de tortura. La ciudad fue incendiada, los edificios destruidos, las iglesias profanadas: El colegio reformado fue saqueado, la biblioteca, el museo y los archivos fueron devastados y se robaron los objetos de valor. Los hechos se prolongaron hasta el /11 de enero, cuando se retiró la mayor parte de las tropas. Algunos de los habitantes huyeron por el bosque a los asentamientos cercanos, mientras que los supervivientes que quedaron en la ciudad fueron rescatados por unidades húngaras e imperiales entre el 11 y el 16 de enero.
La mayoría de los muertos fueron arrojados junto a los muros de la fortaleza, donde hay un monumento erigido en 1904 en memoria de las víctimas. Ion Axente Sever fue declarado inocente por los austriacos y condecorado varias veces. Aiud solo se recupería del desastre en la década de 1890. El nacionalismo hizo de este tema un tabú hasta 1989.